# Oedemerinae

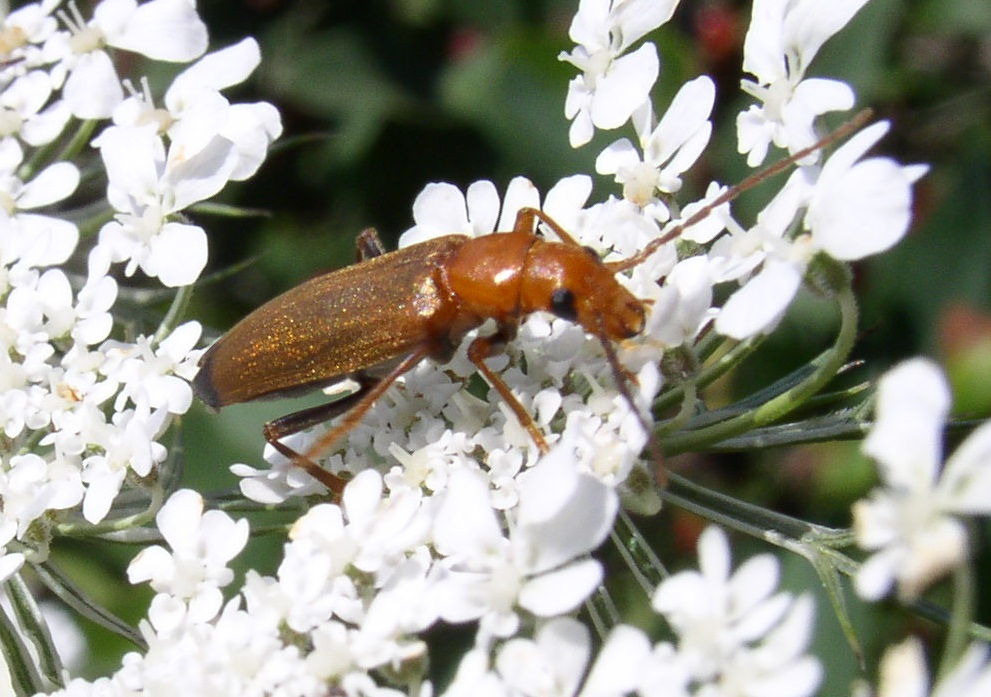
Nacerdes melanura (tribu Nacerdini).

Los edemerinos (Oedemerinae) son una subfamilia de coleópteros de la familia Oedemeridae. La subfamilia Nacerdinae a veces se incluye aquí. Es una subfamilia numerosa de distribución mundial.
La filogenia aun no está resuelta. Tradicionalmente se incluían solo tres tribus, dos son consideradas como monotípicas, pero otros autores incluyen más géneros, por ejemplo separando Oncomera de Oedemera. Es necesario revisar toda la taxonomía.

## Tribus y algunos géneros
Basal e incertae sedis
- Género Baculipalpus
- Género Koniaphassa
- Género Parisopalpus
- Género Selenopalpus
- Género Thelyphassa

Tribu Asclerini Semenov, 1894
- Género Afrochitona
- Género Alloxantha Seidlitz 1899
- Género Alloxanthoides
- Género Ananca Fairmaire & Germain, 1863
- Género Asclera Stephens, 1839
- Género Ascleropsis
- Género Asclerosibutia
- Género Chitona W.Schmidt 1844
- Género Copidita LeConte, 1866
- Género Eumecomera Arnett, 1951
- Género Heliocis Arnett, 1951
- Género Hypasclera Kirsch, 1866
- Género Ischnomera Stephens, 1832
- Género Melananthia
- Género Melananthoides
- Género Nacatrorus
- Género Nacerdochroa Reitter 1893
- Género Oxacis LeConte, 1866
- Género Oxycopis Arnett, 1951
- Género Paroxacis Arnett, 1951
- Género Probosca W.Schmidt 1846
- Género Rhinoplatia Horn, 1868
- Género Sisenes Champion, 1889
- Género Vasaces Champion, 1889
- Género Xanthochroina Ganglbauer, 1881

Tribu Oedemerini
- Género Oedemera Olivier, 1789 (incluyendo Oncomera)

Tribu Stenostomatini
- Género Stenostoma Latreille, 1810